# Pinnatella chalaropteris
Pinnatella chalaropteris là một loài Rêu trong họ Neckeraceae. Loài này được (Müll. Hal. ex Dusén) Broth. miêu tả khoa học đầu tiên năm 1906.